# 丰特罗夫莱斯
丰特罗夫莱斯，是西班牙巴伦西亚自治区巴伦西亚省的一个市镇。总面积50平方公里，总人口706人（2001年），人口密度14人/平方公里。